# Jennifer Lyons
Jennifer Lyons (Californië, 6 augustus 1977) is een Amerikaans televisie- en filmactrice die oorspronkelijk een opleiding volgde tot danseres. Ze speelt voornamelijk in horrorproducties en bijrolletjes als vrouwelijke opvulling. Zo verschijnt ze als naamloos 'vriendinnetje van' in de film Can't Hardly Wait en met gastrolletjes zoals die van een cheerleader in Step by Step en als stripster in zowel Malcolm in the Middle als Desperate Housewives.
Lyons' acteercarrière bestaat niettemin niet alleen uit dergelijke rollen. Zo verschijnt ze als Lynn in zowel National Lampoon Presents Dorm Daze als opvolger Dorm Daze 2, Samantha in Devil's Prey en Nicole in Roomies.

## Filmografie
*Exclusief televisiefilms
- Scream at the Devil (2015)
- Roommate Wanted (2015)
- Leading L.A. (2014)
- Slightly Single in L.A. (2013)
- The Book of Esther (2013)
- Return of the Killer Shrews (2012)
- The Amazing Spider-Man (2012)
- The Way to Paradise (2011)
- Holyman Undercover (2010)
- Transylmania (2009)
- A Good Funeral (2009)
- Killer Pad (2008)
- Dorm Daze 2 (2006)
- To Kill a Mockumentary (2006)
- Old Man Music (2005)
- The Last Great Infomercial (2005)
- Roomies (2004)
- National Lampoon Presents Dorm Daze (2003)
- Devil's Prey (2001)
- Jack Frost 2: Revenge of the Mutant Killer Snowman (2000)
- Tequila Body Shots (1999)
- Soccer Dog: The Movie (1999)
- Can't Hardly Wait (1998)
- Picture of Priority (1998)
- Breast Men (1997)
- Tiger Heart (1996)

## Televisieseries
*Exclusief eenmalige gastrollen
- Hitting the Breaks – Ruby Zwick (10 afleveringen, 2016)
- General Hospital – Jennifer (3 afleveringen, 2010)
- Valley Peaks – Samantha Chambers (11 afleveringen, 2009)
- Desperate Housewives – Cecile the Stripper (2 afleveringen, 2006)
- That '70s Show – Pam Macy (3 afleveringen, 1999–2001)
- Action – Reagan Lauren Busch (3 afleveringen, 1999)
- The Steve Harvey Show – Kim (2 afleveringen, 1997)
- Married... with Children – Ariel (3 afleveringen, 1996)